# Franciszek Pinck

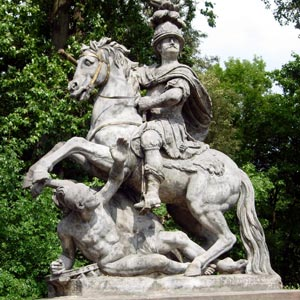
Pomnik Sobieskiego dłuta Pincka

Franciszek Pinck (czasem w pisowni nazwiska Pink, a także Ping, Bing lub Byng, ur. ok. 1733 w Wiedniu, zm. 27 maja 1798 w Warszawie) – rzeźbiarz i sztukator, od 1765 nadworny rzeźbiarz Stanisława Augusta Poniatowskiego. Twórca m.in. posągu konnego Jana III Sobieskiego na moście w Łazienkach Królewskich w Warszawie, odsłoniętego w 1788 z okazji 105. rocznicy odsieczy wiedeńskiej. Pomnik ten uznawany jest za najważniejsze dzieło Franciszka Pincka. Wykuwał też, głównie w kamieniu, popiersia i posągi według projektów pierwszego z królewskich rzeźbiarzy, Andrzeja Le Bruna, zdobiące posiadłości królewskie: Zamek Ujazdowski, Zamek Królewski w Warszawie, Łazienki (ogród i pałac) i pałac w Kozienicach.
W latach 90. XVIII wieku zlecenia prac rzeźbiarskich od króla ustały, królewska kasa zalegała mu nawet z wypłatą 348 dukatów (jego miesięczna pensja w 1779 wynosiła 30 dukatów); Pinck popadł w tarapaty finansowe, śląc do przebywającego poza Warszawą króla kilkakrotnie prośby o wypłatę należności; poprosił nawet Bacciarellego o wstawiennictwo, którego ten mu udzielił.

jest tym rzeźbiarzem, który najwięcej wykonywał rozmaitych rodzajów prac i był zawsze pilny

Uzyskał w rezultacie obietnicę wypłaty 900 dukatów, zająć się jednak musiał drobniejszymi pracami rzeźbiarskimi na zlecenia prywatne.
Jego syn, Ferdynand (1761–1797), był malarzem pejzażystą.
Ważniejsze dzieła
w Zamku Królewskim w Warszawie
- medaliony w sali Biblioteki (1780–1781)
- modele supraport Sali Wielkiej (1780)
- woskowe odlewy popiersi zasłużonych Polaków do Sali Rycerskiej i patynowanie wykonanych z nich odlewów z brązu
- woskowe modele żyrandoli do Sali Tronowej

w Łazienkach
- dwa posągi walczących gladiatorów (1778)
- posąg umierającego gladiatora (1782)
- alegoryczne posągi w attyce pałacu (1784–1790)
- rzeźby w tympanonie północnej fasady pałacu (1790)
- osiem popiersi rzymskich imperatorów (1793)
- dwa lwy przy schodach północnego tarasu (według modeli Leonarda Galli), lew przy amfiteatrze (1793)
- pomnik Sobieskiego na moście (według projektu Le Bruna, 1778)

w pałacu w Kozienicach
- dwie grupy „polowań”